# Шабазит

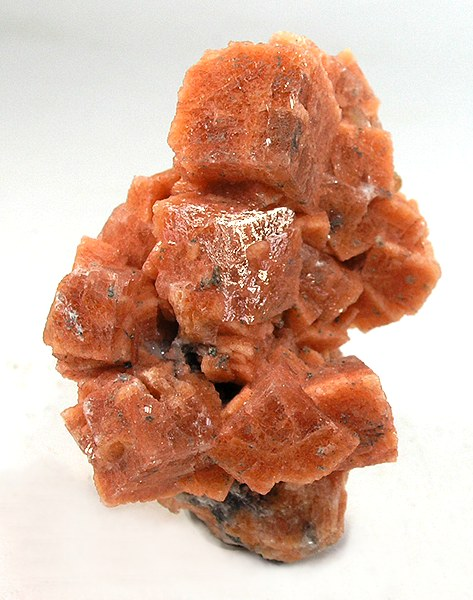
Шабазит

Шабазит (англ. chabazite; нім. Schabasit m) — мінерал, водний алюмосилікат кальцію каркасної будови з групи цеолітів.
Від грецьк. «шабазіос, хабазіос» — назва невідомого каменю (d'Antic Bosc, 1788).
Синоніми: глоталіт, кубоіцит, хабазит.

## Опис
Хімічна формула:
- 1. За Є. Лазаренком: (Ca, Na2)[Al2Si4O12]х6H2O.
- 2. За К.Фреєм та «Fleischer's Glossary» (2004): 2[Ca(Al2Si4O12)]х6H2O.

Склад у % (з родов. Вікторія, Австралія): CaO — 5,89; Na2O — 5,78; Al2O3 — 20,99; SiO2 — 43,84; H2O — 21,97.
Домішки: K2О, Ba, Sr.
Сингонія тригональна. Дитригонально-скаленоедричний вид. Форми виділення: ромбоедричні, близькі до кубічних кристали, двійники проростання, масивні аґреґати, кірки, друзи. Спайність по (1011) добра. Густина 2,05-2,10. Тв. 4,0-5,5. Колір: безбарвний або білий, жовтуватий, зеленуватий, червонуватий. Блиск скляний. Прозорий і напівпрозорий. Крихкий. Утворюється при гідротермальній зміні силікатів кальцію.

## Розповсюдження
Розповсюджений у пустотах базальтів та андезитів, в асоціації з гейландитом, томсонітом, кальцитом, адуляром, альбітом, кварцом, епідотом, анальцимом, стильбітом, філіпситом та ін. цеолітами. Зокрема, виявлений в пустотах третинних базальтів Ісландії, поблизу Марбурґа (Гессен, ФРН), Ческа-Ліпа, Ловосіце (Чехія), у шт. Нью-Джерсі, Каліфорнія (США), Вайракі (Нова Зеландія); на стінках давньоримських бань у районі гарячих джерел Пломб'єра. Рідкісний.

## Різновиди
Розрізняють:
- гершеліт (різновид шабазиту, в якому вміст Na+K>Ca. Знайдений у лавах острова Сицилія у вигляді двійників та у базальтах Австрії);
- шабазит-гмелініт (зростки шабазиту й гмелініту);
- шабазит кальціїстий (різновид шабазиту, який містить понад 10 % СаО).